# Picconia excelsa
Picconia excelsa és una espècie de planta de la família de les oleàcies. Pertany a la mateixa família que l'olivera. Dins de les Oleaceae es diferencia per ser un arbre que pot superar els 10 m d'alçada. És propi de la laurisilva atlàntica i exclusiu de la Macaronèsia.

## Descripció
És un arbre o, a vegades arbust, perennifoli d'aspecte lauroide, de fins a 15 m d'alçada. El tronc és rugós, d'escorça fissurada i fins i tot berrugós. Les fulles són coriàcies, més o menys ovades o el·líptiques, de 6-8 cm, brillants i de color verd fosc, sense agalles ni glàndules, a diferència d'altres arbres de la laurisilva pertanyents a Lauraceae, dels quals es diferencia clarament per la disposició oposada de les fulles de color verd llustrós.
Presenta floració entre febrer i juliol. Les flors són tetràmeres, amb una corol·la de color blanc sense tub, disposades en raïms curts, sent els fruits en forma de drupes poc carnoses i de color violaci-purpuri a negre quan maduren. Els fruits mesuren 1-2 cm i s'assemblen a una oliva deformada.

## Distribució i hàbitat
Es tracta d'una espècie endèmica de macaronèsia a les illes de Madeira i Canàries, que apareix a la floresta de la laurisilva juntament amb Laurus novocanariensis, Ocotea foetens, Persea barbujana, Persea indica, Ilex canariensis i altres. És propi de les zones més humides i més termòfiles de la muntanya verda. Existeix a totes les illes de la Macaronèsia amb l'excepció de Lanzarote. A les illes Açores apareix l'altra espècie del gènere Picconia, Picconia azorica.

## Usos
Al continent europeu s'ha plantat alguna vegada a zones de clima mediterrani, com a planta ornamental. Un exemplar de dimensions monumentals es va trobar al parc de Vila Durazzo Pallavicini a Gènova, presumiblement plantat cap al 1840-1846.
Al llarg de la història la fusta d'aquest arbre, pesada i de gran duresa, va ser utilitzada, per exemple, en fusteria, estructures agrícoles i construcció naval.